# Don Dufek
Donald Patrick Dufek Jr., detto Don (Ann Harbor, 28 aprile 1954), è un ex giocatore di football americano statunitense, che ha giocato nel ruolo di safety) per tutta la carriera con i Seattle Seahawks della National Football League (NFL). Fu scelto nel corso del quinto giro (1296º assoluto) del Draft NFL 1976 dai Seahawks. Al college ha giocato a football coi Michigan Wolverines venendo premiato come All-America.

## Carriera professionistica

### Seattle Seahawks
Dufek fu scelto dai Seahawks nel corso del quinto giro del Draft 1976. Dufek fu uno dei giocatori del roster originale dei Seahawks nel 1976, il primo anno della franchigia della NFL, rimanendo con essi fino al 1984. Fu il capitano degli special team della squadra nel 1981 e nel 1982. Durante quelle due stagioni fu anche il co-capitano della squadra insieme al futuro hall of famer Steve Largent, capitano della formazione offensiva, e Keith Simpson, capitano della formazione difensiva. Nel corso della sua carriera mise a segno 3 intercetti, 2 sack, un fumble recuperato e 13 ritorni su kickoff. Il giornalista sportivo Richard Kucner una volta scrisse: "Don Dufek è il tipo di ragazzo che non accetta un no come risposta. È stato svincolato quattro volte nel training camp durante i suoi otto anni coi Seahawks. Ogni volta però, Seattle cambiò idea e lo riprese con sé. Oggi, è ricordato come uno dei migliori giocatori degli special team che la squadra abbia mai avuto.
Dopo numerose stagioni guidate da Jack Patera dal 1976 al 1982 e dall'allenatore ad interim Mike McCormack nel 1982, i Seahawks raggiunsero finalmente i playoff nell'ultima stagione di Dufek agli ordini di Chuck Knox. Durante la stagione 1983, i Seahawks terminarono con un record di 9-7 e raggiunsero la finale della AFC perdendo contro gli Oakland Raiders. Anche nell'anno successivo Seattle si qualificò per i playoff terminando con il record di 12-4, il migliore della sua storia all'epoca, ma non riuscendo a superare il primo turno della post-season.
Dopo la stagione 1984, Dufek terminò la sua carriera nel football professionistico.

## Statistiche
| Partite totali   | 95 |
| Intercetti fatti | 3  |